# Dr Pepper Snapple Group
Dr Pepper Snapple Group Inc. – amerykańskie przedsiębiorstwo z siedzibą w Plano w stanie Teksas, zajmujące się produkcją i sprzedażą napojów bezalkoholowych w Stanach Zjednoczonych, Meksyku i Kanadzie. Powstało 7 maja 2008 roku w wyniku spin offu z Cadbury Schweppes.
Przedsiębiorstwo wytwarza koncentraty napojów bezalkoholowych oraz gotowe napoje. Poza produkcją pod własnymi markami lub markami, do których przedsiębiorstwo posiada prawa, Dr Pepper Snapple Group produkuje też napoje na zlecenie firm trzecich. Przedsiębiorstwo posiada lub wynajmuje w sumie 21 zakładów produkcyjnych na terenie Stanów Zjednoczonych i Meksyku.
Przedsiębiorstwo sprzedaje swoje produkty zarówno jako gotowe produkty do dystrybutorów detalicznych, jak i jako koncentraty do zakładów butelkowania prowadzonych przez firmy zewnętrzne.

## Produkty
Do głównych marek napojów produkowanych przez Dr Pepper Snapple Group należą:
- 7 Up
- A&W Root Beer
- Aguafiel
- Canada Dry(inne języki)
- Clamato
- Crush
- Dejà Blue
- Dr Pepper
- Hawaiian Punch
- Margaritaville (licencja długoterminowa)

- Mistic
- Mott's
- Orangina (licencja długoterminowa)
- Peñafiel
- RC Cola
- ReaLemon
- Rose's (licencja długoterminowa)
- Schweppes
- Snapple
- Squirt
- Stewart's (licencja długoterminowa)
- Sun Drop
- Sunkist (licencja długoterminowa)
- Venom Energy

Poza markami, które są własnością Dr Pepper Snapple Group lub do których używania przedsiębiorstwo jest uprawnione na podstawie umów długoterminowych, do portfolio firmy zaliczają się też marki, do których używania na terenie Stanów Zjednoczonych, Kanady lub Meksyku posiada ona licencje krótkoterminowe:
- Bai
- Big Red
- Bodyarmor
- Fiji Water
- Fruit2O
- Hydrive
- Neuro
- SunnyD
- Vita Coco